# Płaskowyż Nałęczowski
Płaskowyż Nałęczowski este o arie protejată (sit de importanță comunitară — SCI) din Polonia întinsă pe o suprafață de 1.080,69 ha, integral pe uscat.

## Localizare
Centrul sitului Płaskowyż Nałęczowski este situat la coordonatele 51°21′33″N 22°00′29″E / 51.3593°N 22.008°E.

## Înființare
Situl Płaskowyż Nałęczowski a fost declarat sit de importanță comunitară în aprilie 2004 pentru a proteja 13 specii de animale.

## Biodiversitate
Situată în ecoregiunea continentală, aria protejată conține 6 habitate naturale: Pajiști uscate seminaturale și facies de acoperire cu tufișuri pe substraturi calcaroase (Festuco-Brometalia) (* situri importante pentru orhidee), Fânețe de joasă altitudine (Alopecurus pratensis, Sanguisorba officinalis), Mlaștini alcaline, Peșteri inaccesibile publicului, Păduri de fag Luzulo-Fagetum, Păduri de stejar și carpen Galio-Carpinetum.
La baza desemnării sitului se află mai multe specii protejate:
- amfibieni (1): buhai de baltă cu burta roșie (Bombina bombina)
- mamifere (6): liliac cârn (Barbastella barbastellus), castor (Castor fiber), vidră de râu (Lutra lutra), liliac cu urechi mari (Myotis bechsteinii), liliac de iaz (Myotis dasycneme), liliac comun (Myotis myotis)
- nevertebrate (5): albilița portocalie (Colias myrmidone), fluturele purpuriu (Lycaena dispar), Lycaena helle, Phengaris nausithous, Phengaris teleius
- pești (1): țipar (Misgurnus fossilis)